# 大麻生站

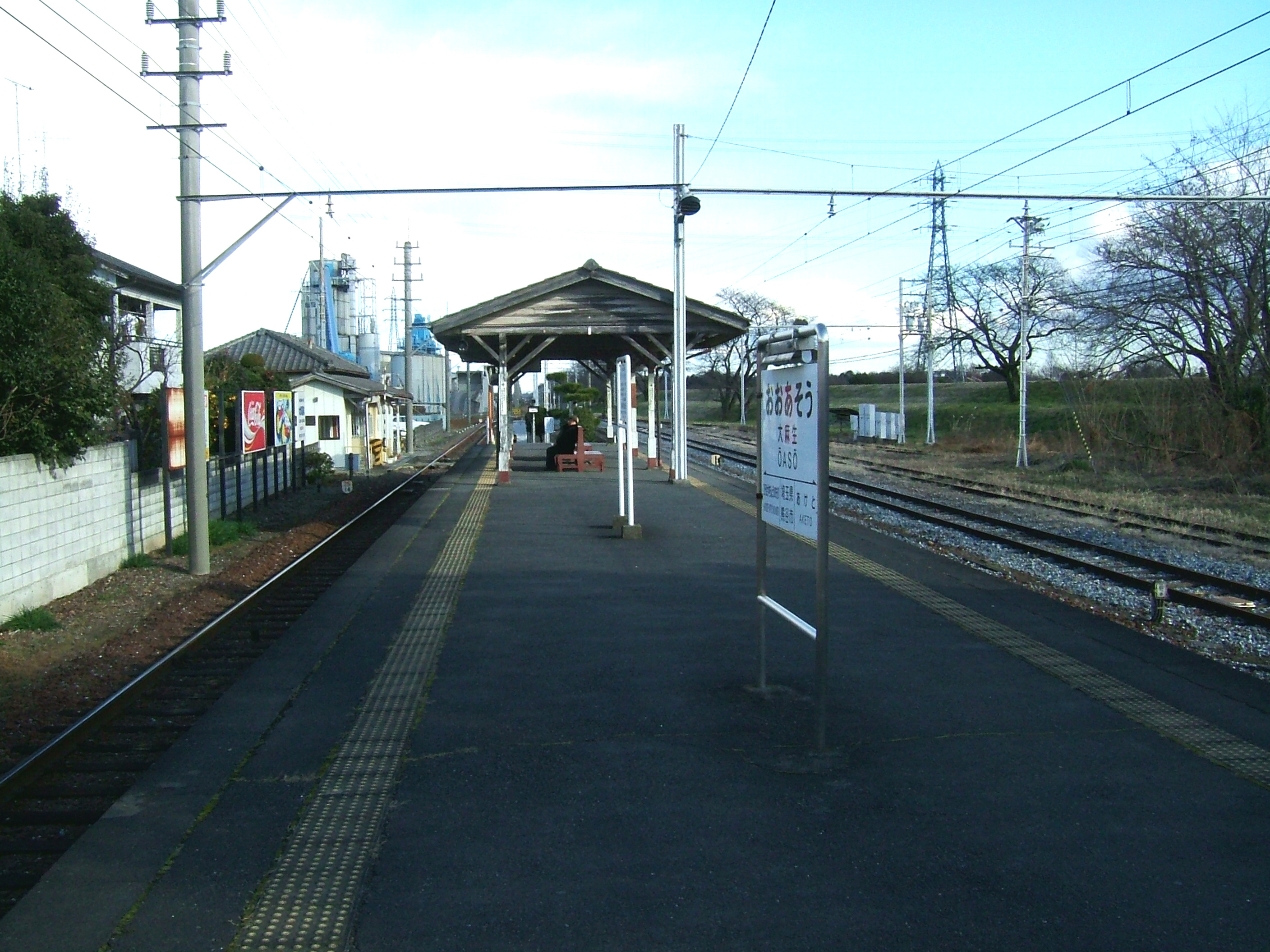
月台（2008年1月）

大麻生站（日语：／ Ōasō eki */?）是位於埼玉縣熊谷市大麻生1921番6號，秩父鐵道的秩父本線車站。

## 歷史
- 1901年（明治34年）10月7日 - 車站啟用。

## 車站構造
此站是地面車站，設有1面2線的島式月台。此站是由熊谷站管理的業務委託車站。車站職員當值時間為平日的星期一、三、五7:15～14:15，平日的星期二、四12:15～19:15，星期六日8:00～16:00。在檢票口內設有廁所（濕廁）。

### 月台
| 月台 | 路線    | 方向                         |
| ---- | ------- | ---------------------------- |
| 1    | ■秩父線 | 熊谷、行田市、羽生方向       |
| 2    | ■秩父線 | 寄居、長瀞、秩父、三峰口方向 |

## 使用狀況
- 在2018年度1日平均乘車人次為243人[1]。

| 年度               | 1日平均 乘車人次 |
| ------------------ | ---------------- |
| 2009年（平成21年） | 184              |
| 2010年（平成22年） | 171              |
| 2011年（平成23年） | 161              |
| 2012年（平成24年） | 173              |
| 2013年（平成25年） | 160              |
| 2014年（平成26年） | 153              |
| 2015年（平成27年） | 148              |
| 2016年（平成28年） | 146              |
| 2017年（平成29年） | 133              |
| 2018年（平成30年） | 109              |

## 車站周邊
- 荒川
- 國道140號
- 埼玉縣道47號深谷東松山線（日语：埼玉県道47号深谷東松山線）
  - 押切橋（日语：押切橋） - 越過荒川
- 熊谷市政廳大麻生出張所
- 熊谷市立大麻生小學
- 熊谷市立大麻生中學
- 廣瀨川原車廠（日语：広瀬川原車両基地）
- 荒川大麻生公園
- 大麻生高球場

## 巴士路線
巴士不會駛入至站前，需要步行4分鐘的國道140號（舊道）才設有熊谷市YuYu巴士「大麻生站入口」巴士站。
| 乘車處       | 系統   | 主要途經                   | 目的地       | 巴士公司       |
| ------------ | ------ | -------------------------- | ------------ | -------------- |
| 大麻生站入口 | 櫻花號 | 熊谷文化創造館、自衛隊前   | 籠原站南出口 | 熊谷市YuYu巴士 |
| 大麻生站入口 | 櫻花號 | 運動公園、熊谷商業高校入口 | 熊谷站南出口 | 熊谷市YuYu巴士 |

## 相鄰車站
秩父鐵道
秩父本線
SL「Paleo Express」、急行「秩父路」
通過
普通
廣瀨野鳥之森－（（貨）廣瀨川原）－大麻生－明戶

## 注腳
1. ↑  11運輸（日語） - 熊谷市統計書
2. ↑   （页面存档备份，存于）（日語）

## 外部連結
- 車站情報 大麻生站（秩父鐵道） （页面存档备份，存于）（日語）